# منعرجات تسضرين
تِسضرينْ (بالأمازيغية ⵜⵉⵙⴹⵔⵉⵏ) هو ممر جبلي، يتكون من عدة منعرجات، يقع في السفوح الجنوبية الشرقية للأطلس الكبير الأوسط على علو 1800 متر. يطل على مضايق دادس التي تعتبر بمثابة الحد الطبيعي الفاصل بين الأطلس الكبير وجبال صاغرو المنتمية إلى الأطلس الصغير، تتجلى أهميته في كونه الممر الوحيد الذي يفك العزلة عن آلاف السكان القرويين ووجهة سياحية عالمية.

## التسمية
تسضرين أو تسطرين: جمع لكلمة تاسضرت أو تاسطرت (حسب النطق)، كلمة أمازيغية تطلق محليا على ممر أو درج جبلي ضيق ومتعرج يبنى بالأحجار. كما تدل على ذلك تسميتها، فإنها تشير إلى ضرورة الحذر من خطر السقوط والتدحرج نحو الأسفل “تاضوري” في هذه الممرات التي كانت تستعمل أساسا لتنقل الأشخاص مشيا على الأقدام، أو باستخدام البغال والحمير في فترة تاريخية لم تكن وسائل النقل الحديثة قد وصلت إلى المنطقة بعد.

## الموقع الجغرافي
يقع ممر أو منعرجات تسضرين التي يبلغ طولها حوالي كيلومتر بإقليم تنغير، جهة درعة تافيلالت، وتحديدا بين جماعتي آيت سدرات الجبل السفلى وآيت سدرات الجبل العليا، على الطريق الجهوية رقم 704 الرابطة بين دائرة بومالن دادس، التي تبعد عنها بثلاثين كيلومترا إلى الشمال، وقيادة مسمرير.

## الحفر والتشييد
باستعمال المتفجرات تم حفر هذه المنعرجات حسب تذكار صخري موجود بها سنة 1933 من طرف فرقة عسكرية فرنسية يرمز لها بـ”CSP”، وهو اختصار لـ الفيلق الأجنبي الفرنسي حيث استغرقت الأشغال ستة أشهر. ظهرت هذه الفرقة في صفوف الجيش الفرنسي منذ ق18 ومرت بمراحل تطور، حيث كانت مهمتها في البداية هي تفجير ما قد يضعه العدو من عقبات وكمائن بإلقاء القنابل والمتفجرات عليها، قبل أن تتحول إلى فرقة متخصصة في تشييد الطرقات والسكك الحديدية ومد أسلاك التلغراف وبناء مواقف السيارات وإدارات المستعمر في كل من الجزائر والمغرب، بإشراك وإجبار الأهالي على العمل بالتناوب في إطار أعمال السخرة التي كان المغاربة يطلقون عليها اسم الباطْل أو الكورفي تحريفا للكلمة الفرنسية
تنطق بالفرنسية: [Corvée]
؛ يرجع لها الفضل في إخراج مجموعة من الطرق والأنفاق إلى الوجود. أعمال السخرة هذه لم تكن فرنسا تتنبأ بأنها ستكون السبب في صنع أحد أشهر المتمردين جنوب شرق المغرب عندما أهانه ضابط فرنسي أثناء العمل، وهو ما حوله إلى مقاوم هائج سيذيق الويلات لفرنسا خلال سنوات. هذا المقاوم لم يكن سوى زايد أوحماد.

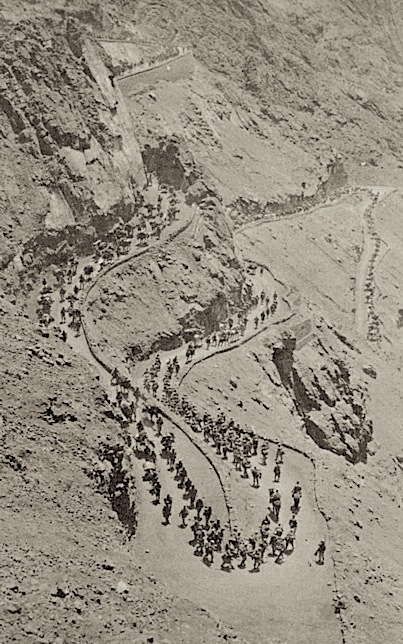
تسضرين سنة 1933

## حادث مأساوي
سنة 1980 كان ممر تسضرين مسرحا لحادث مأساوي، عندما انقلبت شاحنة من نوع بيدفورد كانت تستعمل لنقل السكان الجبليين من مسمرير إلى بومالن دادس. تدحرجت الشاحنة في أحد المنعرجات مخلفة 20 قتيلا. حادث بقي موشوما بالحسرة والألم في ذاكرة السكان المحليين الذين يتوارثون تفاصيله جيلا عن جيل.

## أخطر وأجمل طرق العالم
تصنف مجموعة من المواقع الإلكترونية العالمية المتخصصة في السياحة والأسفار وثلة من المصورين والسياح منعرجات تسضرين كأخطر، وأجمل الطرق في العالم في نفس الوقت. فهذا موقع يسمى Readysettrek، قد بوأها الرتبة الثانية عالميا من حيث الخطورة.

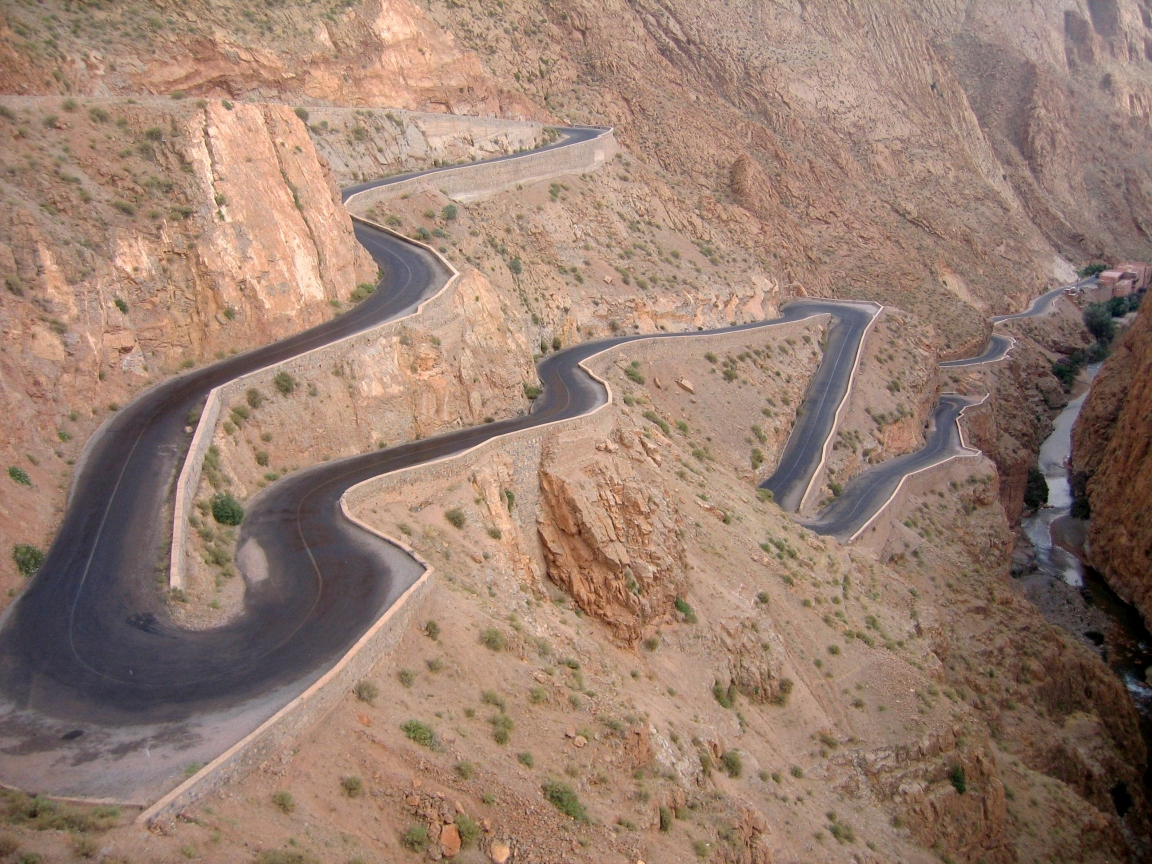

مواقع أخرى تصف منعرجات تسضرين، التي تصنف عادة ضمن الطرق الخمسة الأكثرة خطورة في العالم، بالأماكن التي ينصح بزيارتها، لأنها تجمع بين الجمال والخطورة والتشويق وتوفر مناظر خلابة، غير أن ذلك ليس متاحا لضعاف القلوب. جريدة لو باريزيان في أحد أعدادها صنفت هذه المنعرجات في الرتبة العاشرة لأجمل طرق العالم. بينما موقع Travelfreak عدها من بين الأكثر تعقيدا وتعرجا في العالم.

## موقع عالمي

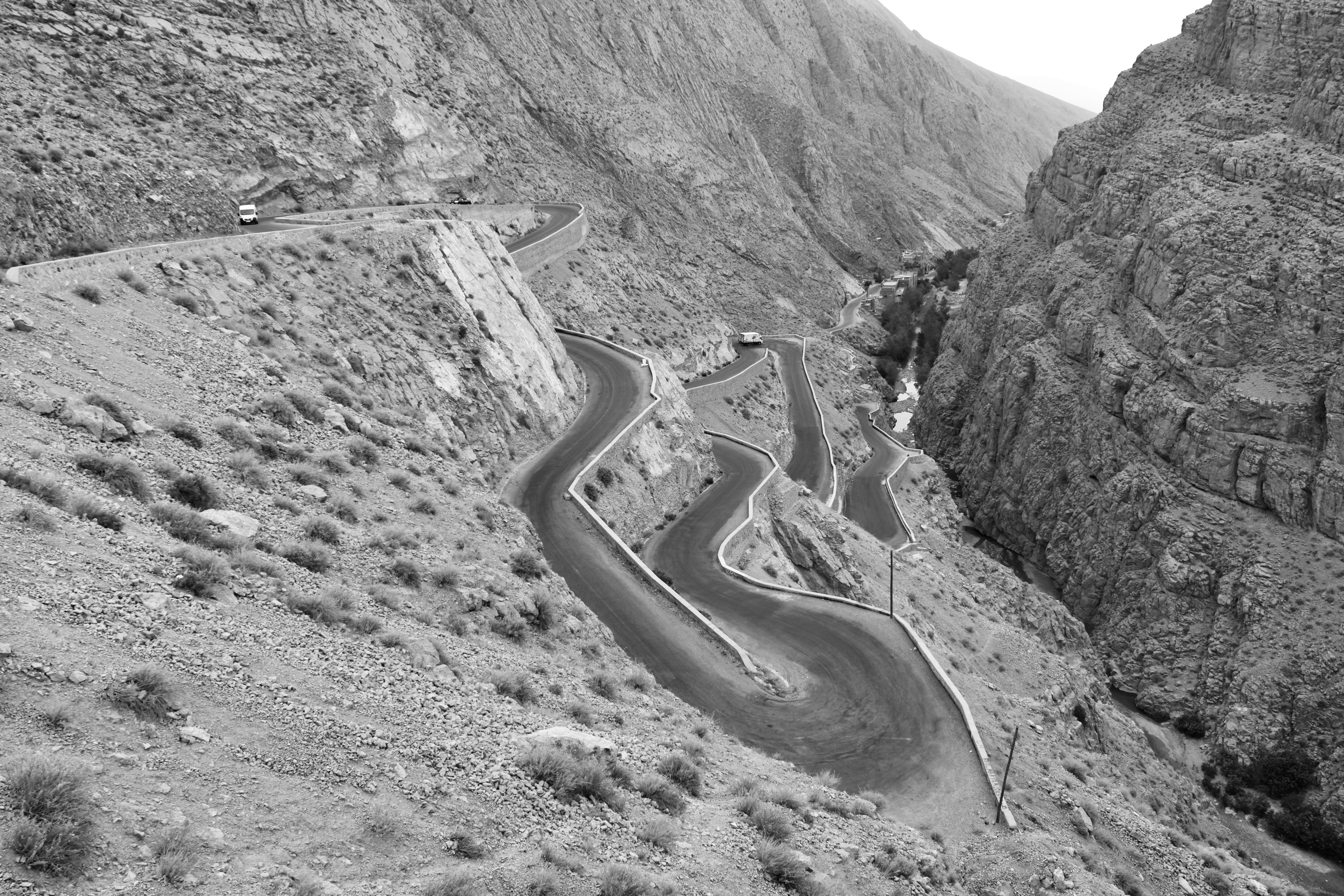

مع مرور الزمن، وبالرغم من التحذيرات التي أطلقتها عشرات المواقع، فقد تحولت منعرجات تسضرين إلى موقع عالمي، ليس فقط من الناحية السياحية، بل أيضا الرياضية والسينمائية، إذ يلاحظ أن عدد زوار هذا الموقع السياحي من مختلف الجنسيات في ارتفاع مستمر. هكذا انتقلت منعرجات تسضرين مع مرور الوقت من المحلية ومن مجرد مسلك جبلي كانت تستعمله مجموعة من القرويين والرحل من مسمرير والنواحي نحو بومالن دادس إلى العالمية؛ إذ صارت تستقطب المئات من عشاق المغامرة والتحدي من كل الأصقاع، وأضحت صورتها تعلق ببعض معاهد وكليات الهندسة، كما صرحت بذلك المهندسة المنحدرة من إقليم الباسك بإسبانيا ساراي ميلانديز فيرنانديز (بالإنجليزية: Saray Melendez Fernandez)‏ التي ظل حلم زيارة تسضرين يراودها مذ رأت صورتها في الكلية التي تابعت فيها دراستها بسان سبستيان.

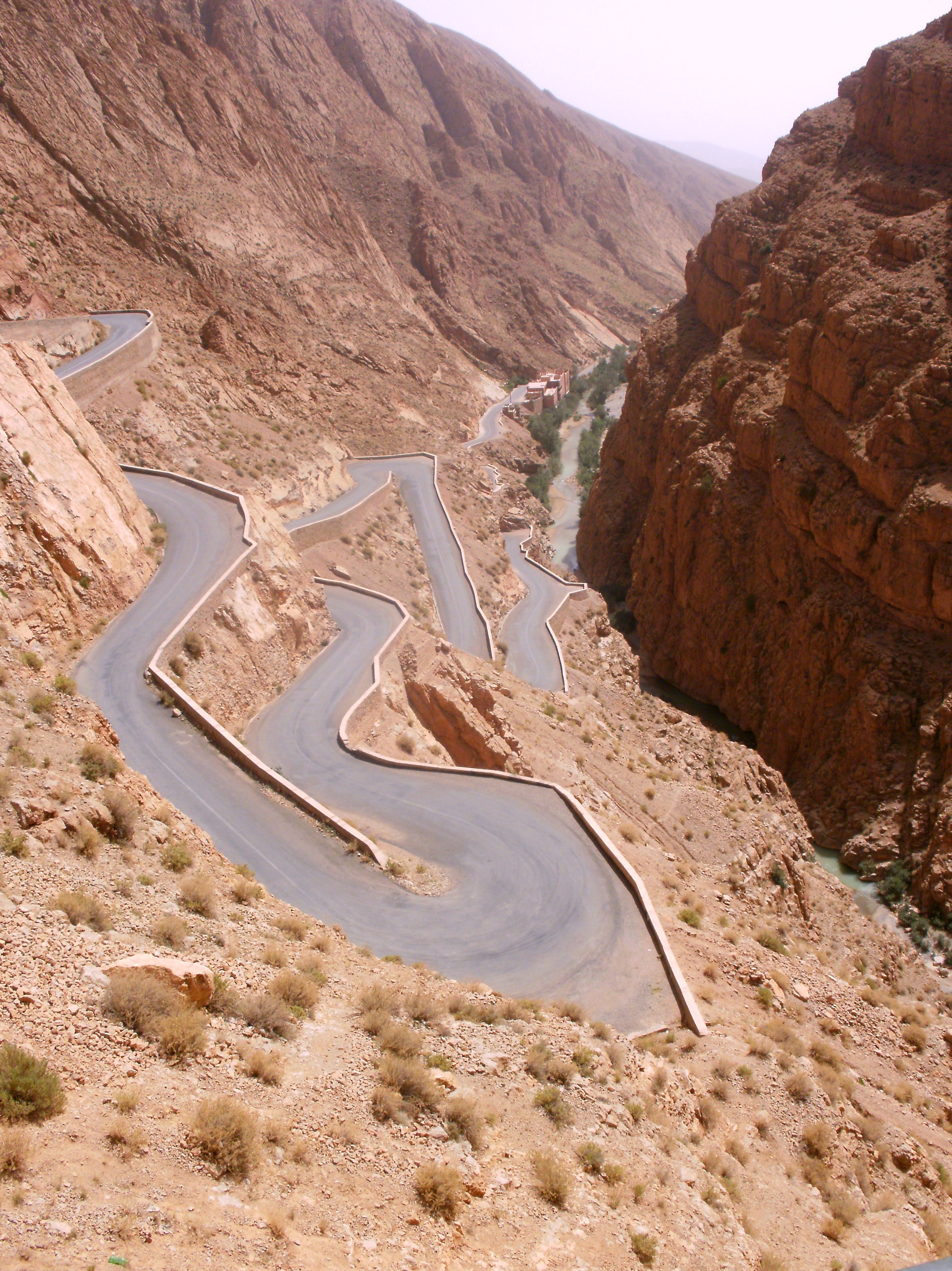

تخطت شهرة تسضرين الحدود المحلية وحتى الوطنية، حيث تم اختيارها من طرف شركة عالمية عملاقة لتصوير مشاهد من إشهاراتها، هي شركة “كاديلاك” (كاديلاك) الأمريكية المتخصصة في صناعة أفخر وأجود أنواع السيارات. كانت هذه المنعرجات مسرحا لإشهار سيارة “Cadillac ATS 2012”. يبدو أن تسضرين سيكون لها مستقبل في الصناعة السينمائية؛ إذ شهدت سنة 2015 تصوير لقطات من فيلم هندي يحمل عنوان ديشوم، عرض في القاعات السينمائية صيف 2016، من بطولة ألمع نجوم السينما الهندية (بوليوود) الشباب، تتقدمهم الممثلة ملكة جمال سريلانكا لـ2006 جاكلين فرنانديز والنجم الهندي الصاعد بقوة جون أبراهام والممثل الهندي الشاب فارون دهاوان.
سنة 2015 احتفت شركة ميشلان الفرنسية الرائدة عالميا في صناعة الإطارات بمنعرجات تسضرين عندما أدرجت صورتها على ظهر خريطة المغرب التي أطلقت عليها اسم Michelin Map Africa Morocco 742 عرضت للبيع في موقع أمازون مقابل 13 يورو. وفي سنة 2021 عادت نفس الشركة لإشهار موقع تسضرين على صفحة الفيسبوك التي يتابعها أزيد من خمسة ملايين شخص عبر لعبة Cherche et Trouve.
فضلا عن تصوير الإشهارات والأفلام، يعد موقع تسضرين مكانا مفضلا لهواة رياضة المشي، العدو، التحدي، الدراجات والرياضات الميكانيكة. ففي سنة 2018، عرف هذا الموقع السياحي حدثا رياضيا عالميا بامتياز تمثل في تحطيم المتسابق الإيطالي فابيو باروني Fabio Barone الرقم القياسي العالمي للسرعة في أخطر الطرق في العالم على متن سيارة فيراري تحمل اسم فيراري 458 إيطاليا، مسجلا اسمه للمرة الثالثة في كتاب كنيس للأرقام القياسية العالمية. كما شهد هذا المدار سباقات لهذه الأنواع من الرياضات، من بينها ماراطون جبلي ومرحلة مهمة من سباق للسيارات الكلاسيكية، لذلك فتسضرين تكاد لا تخلو يوميا من “قوافل” الدراجات العادية والنارية و”المشاة”… ما أهلها لتكون وجهة سياحية عالمية.

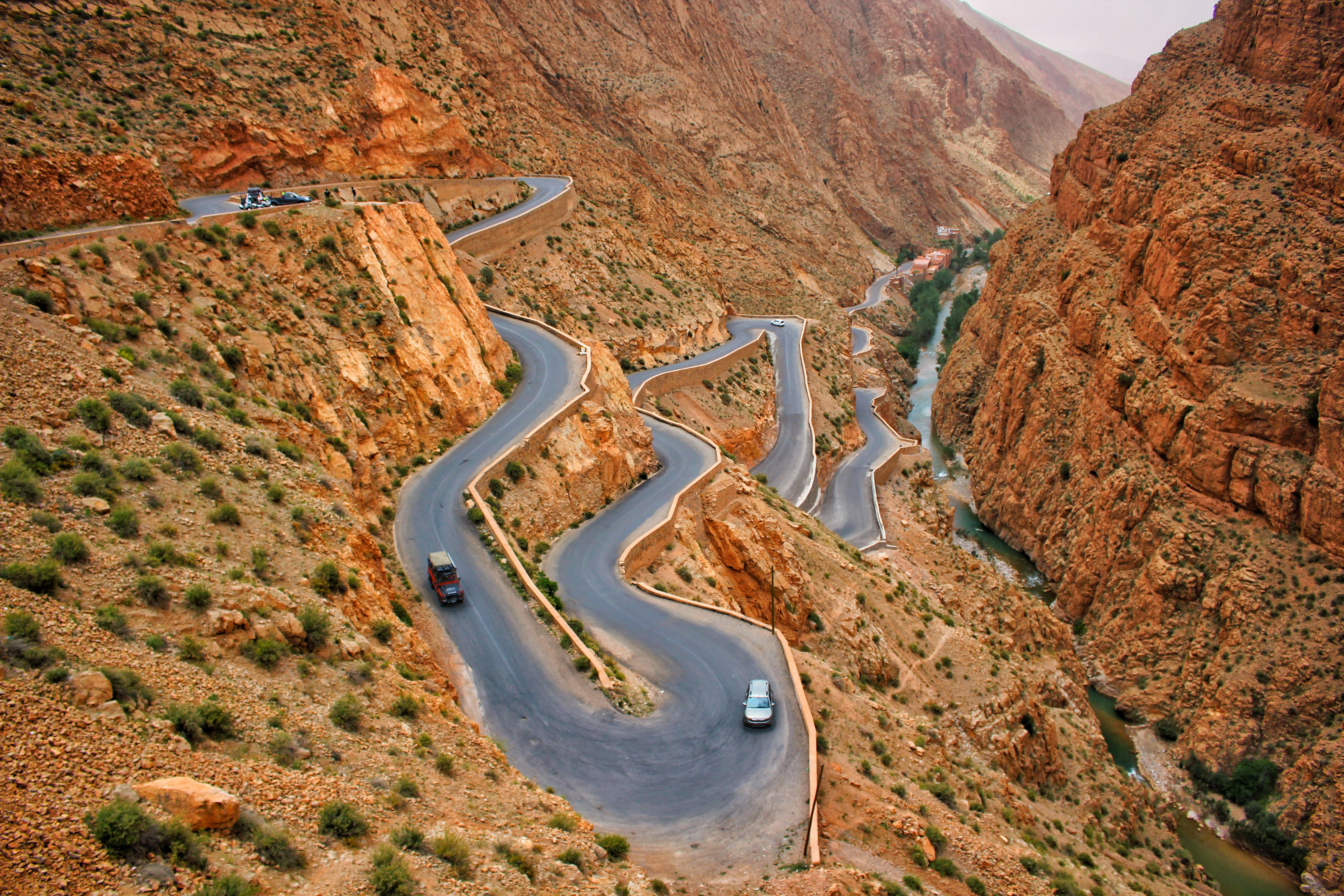

## السياحة
تشكل منعرجات تسضرين أيقونة السياحة بوادي دادس باعتبار مناظرها الخلابة وبعدها عن ضوضاء المدن، مما يشكل فرصة للباحثين عن الراحة والهدوء. في تسضرين توجد الفنادق ممتدة على طول الطريق وجميع الخدمات متوفرة من نقل، مطاعم، مقاهي، متاجر وأنترنت. بالرغم من شهرتها العالمية، مازال موقع تسضرين بحاجة إلى الكثير من التأهيل كنصب حواجز إسمنتية ووضع شباك لمنع تساقط الأحجار وانجراف التربة، خاصة في أوقات الفيضانات والسيول، وتوسيع بعض منعرجاته، ووضع صناديق للقمامة. وأضواء تعمل بالطاقة الشمسية بألوان مختلفة على جنبات هذه المنعرجات، تنبه السائقين إلى حوافها وتمنحها منظرا ليليا رائعا.